# Holy Land Experience
Pour les articles homonymes, voir HLE.
Holy Land Experience ou HLE (Connaître la Terre sainte) est un ancien parc à thèmes situé à Orlando, en Floride. Ce parc proposait une reconstitution hypothétique de Jérusalem du temps de Jésus.

## Histoire
Le parc a son origine dans un rêve de Marvin Rosenthal, un juif d'origine russe devenu pasteur baptiste, fondateur de l'organisation missionnaire Zion's Hope, qui a acheté un terrain à Orlando en 1989. Le parc a ouvert ses portes en février 2001.
L'ensemble a été racheté pour 37 millions de dollars en juin 2007 par Paul (en) et Jan Crouch (en), les propriétaires de Trinity Broadcasting Network (TBN), la chaîne de télévision évangélique. L'auditorium est utilisé pour tourner des émissions de la chaîne, notamment quelques directs de Praise the Lord.
En février 2020, après une forte baisse de ses revenus depuis plusieurs années, le parc a annoncé qu'il licencierait 118 employés, représentant la majeure partie de son personnel, et mettrait fin à toutes les productions théâtrales, restaurants et commerces de détail. Le 2 août 2021, la propriété a été vendue à AdventHealth, qui prévoit de réaménager le terrain pour un nouvel hôpital.

## Attractions bibliques
L'entrée du parc se fait à côté du parking par une reproduction de la porte de Jaffa à Jérusalem. Suivent ensuite la Jerusalem Street Market (inspiré des souks proche-orientaux), un Second Temple abondamment doré, une Via Dolorosa, un Golgotha, un auditorium (la Church of all the Nations, de 2 000 places assises) installé dans un amphithéâtre romain, une grotte de Qumrân et un bâtiment de style néo-byzantin appelé le « Scriptorium ». 

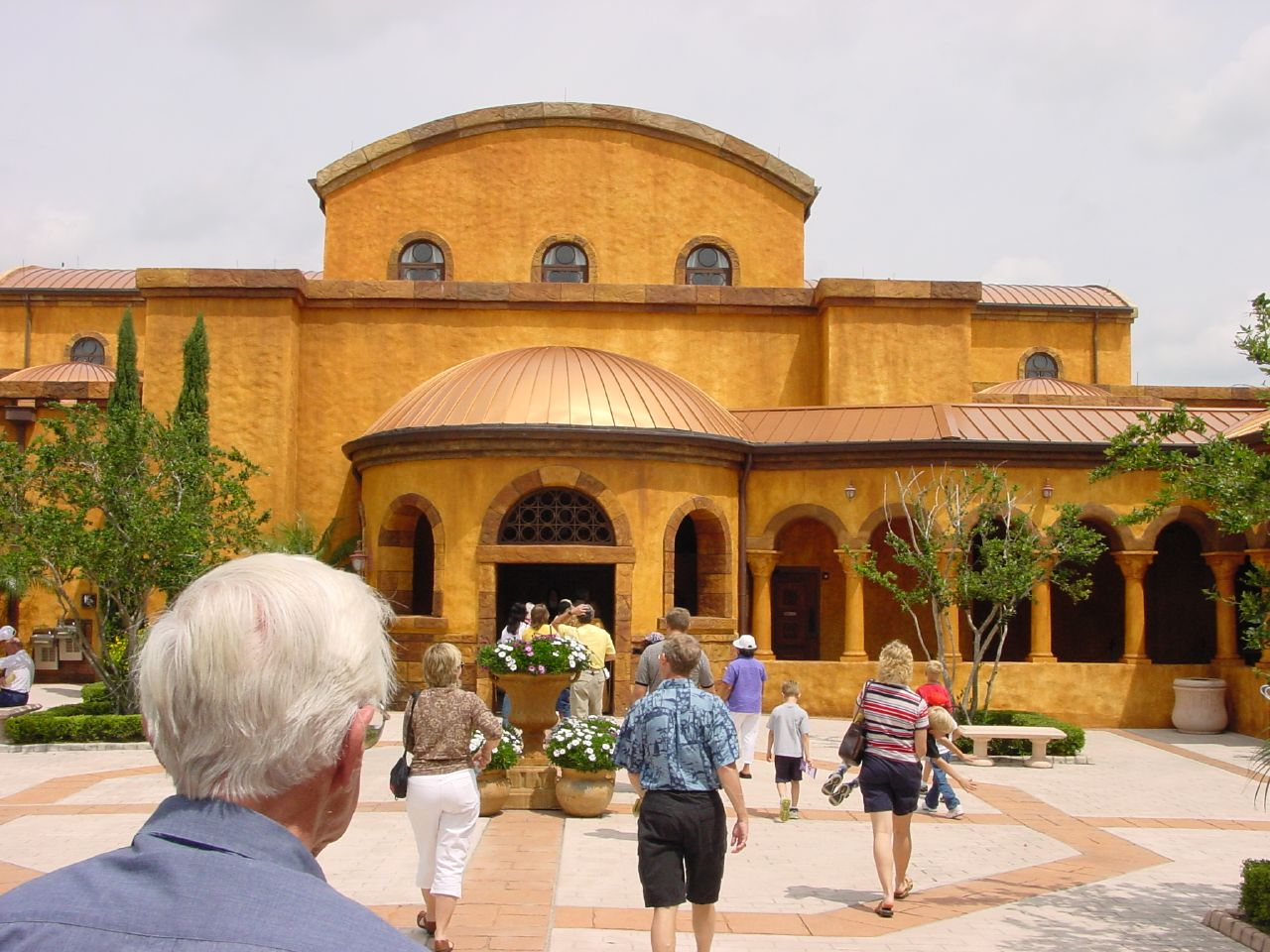
Scriptorium
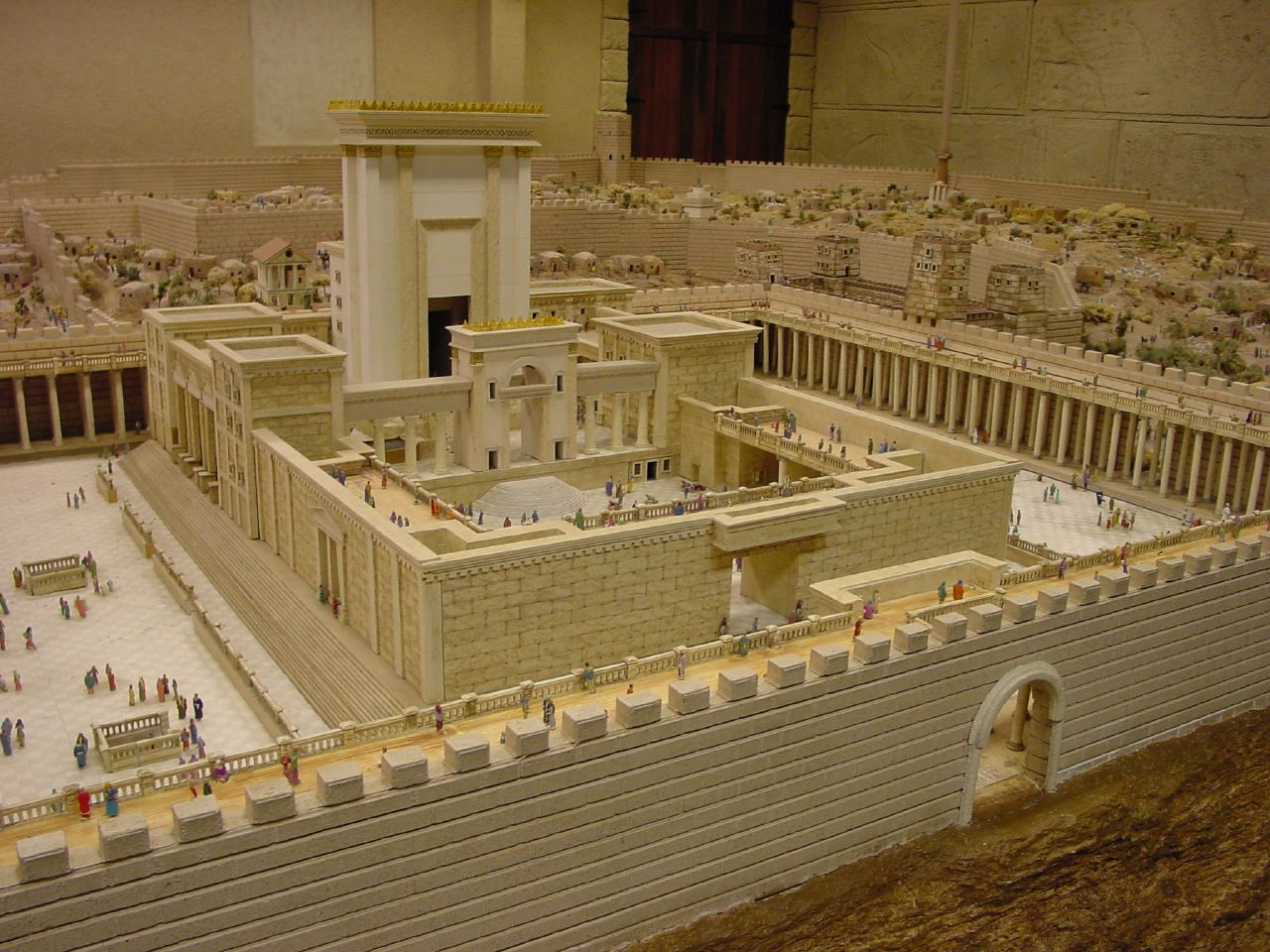
Maquette de Jérusalem
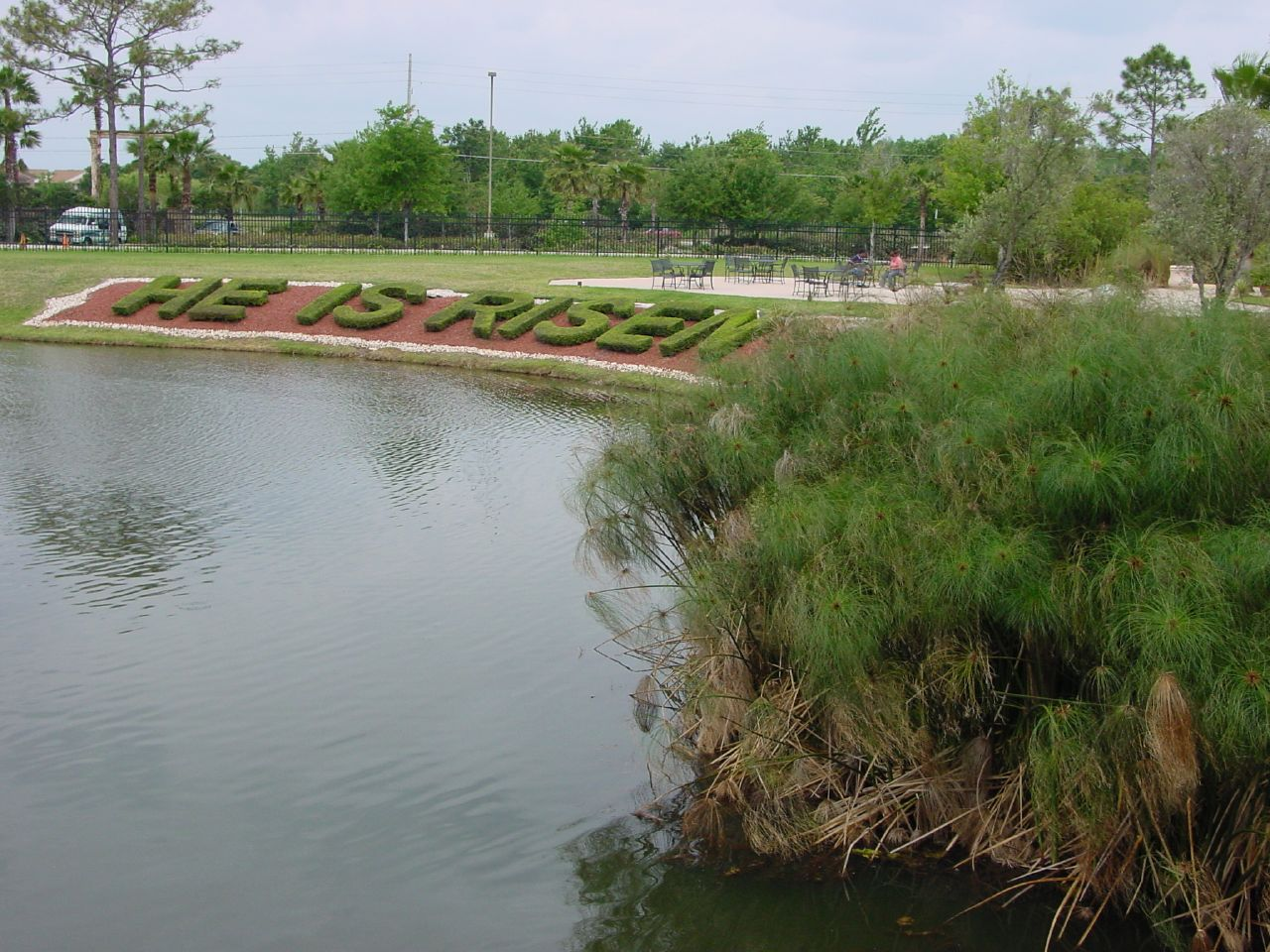
Lac au centre du parc

Les bâtiments abritent aussi une maquette censée représenter la ville de Jérusalem et ses environs en l'an 66 de notre ère, tandis que dans le « Scriptorium » est organisé une visite sur l'histoire de la Bible, présentant des manuscrits et artéfacts de la collection Van Kampen (en). 

### Anciennes attractions bibliques

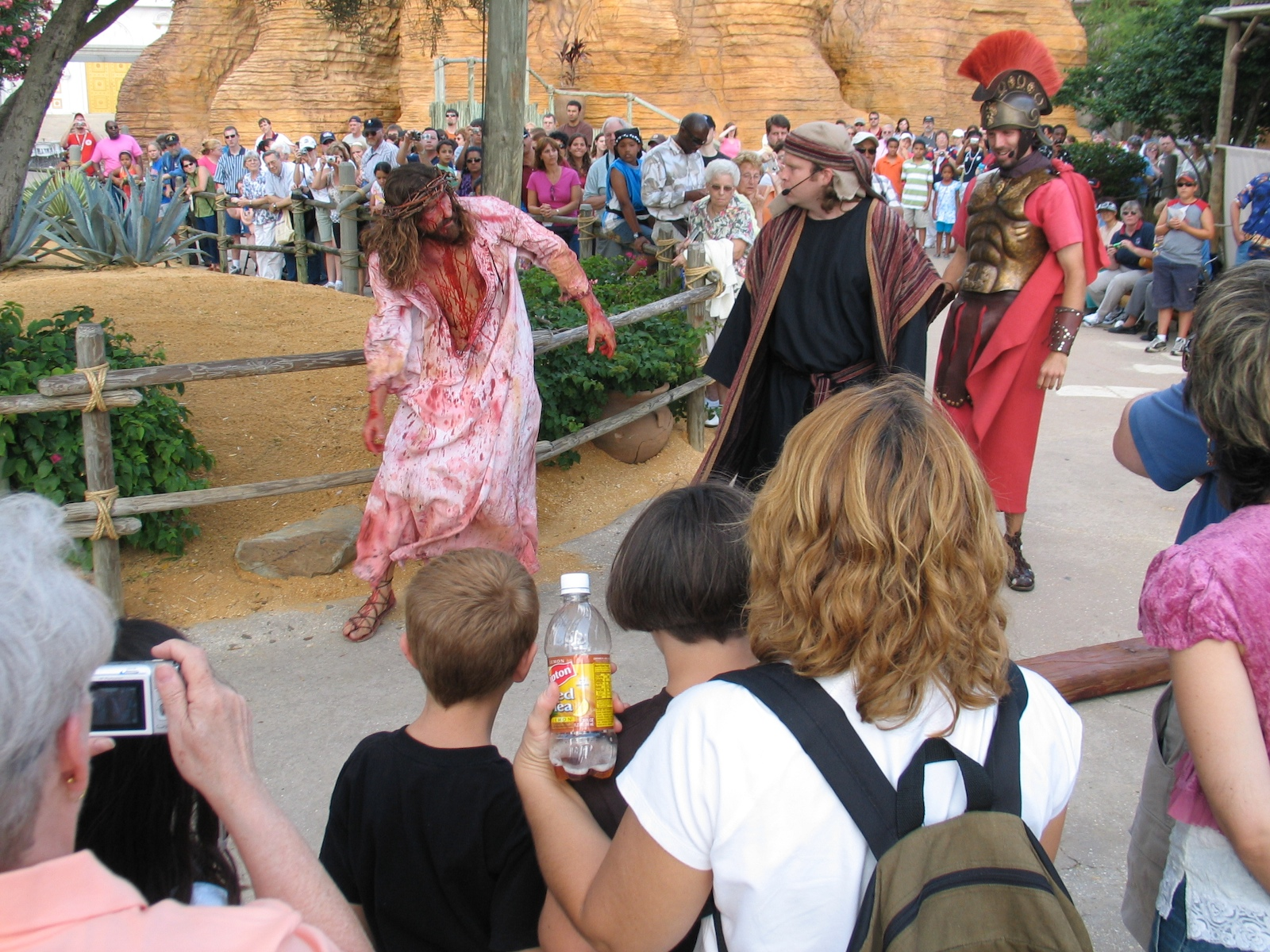
Passion du Christ
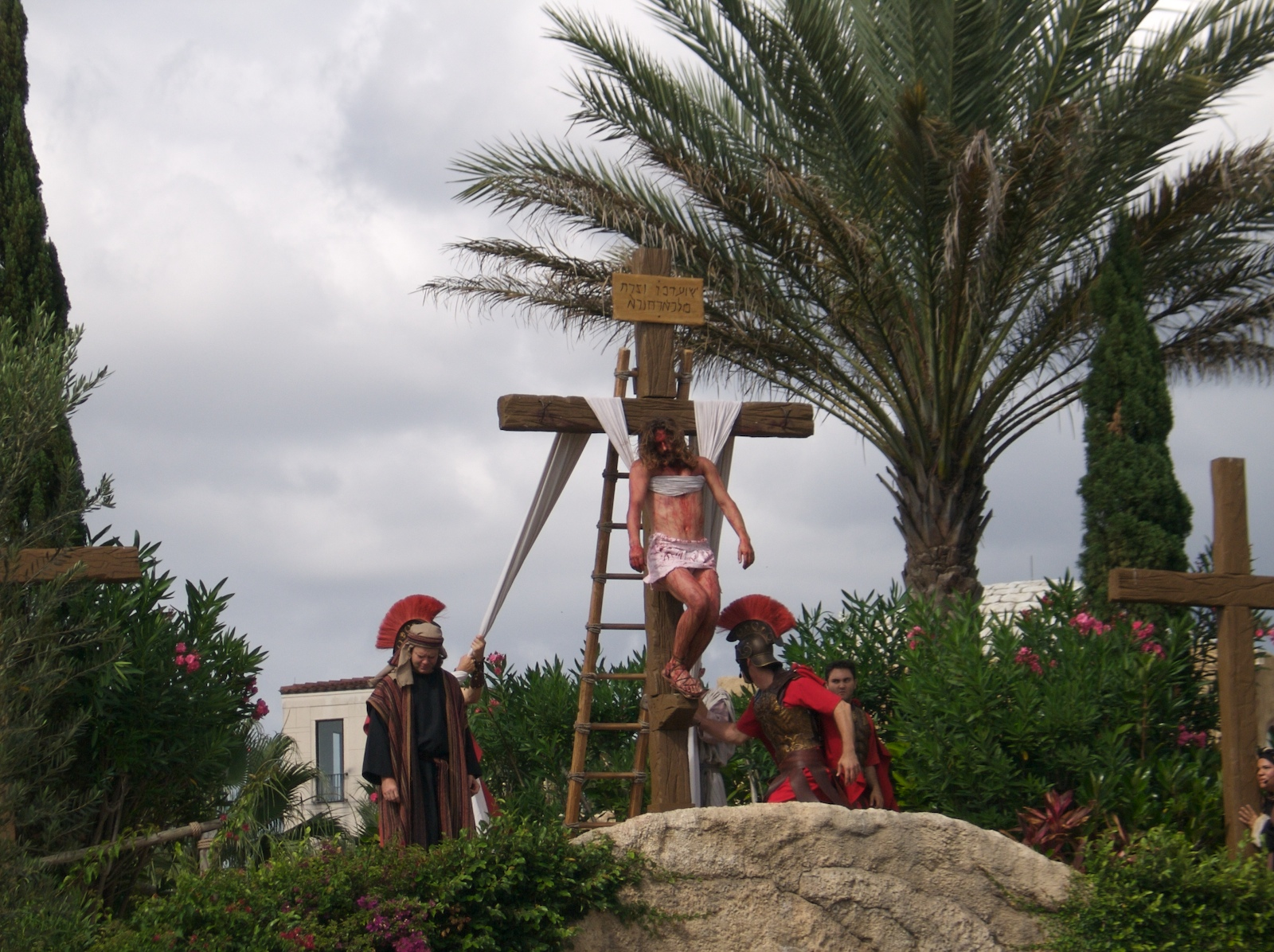
Crucifixion

Jusqu'en 2020, le parc comptait un magasin de souvenirs et produits dérivés (l'Ex Libris Book Shop) et plusieurs fast food. Il offrait des comédies musicales, comme la crèche vivante, les miracles de Jésus, la Sainte-Cène, la Passion du Christ (avec chemin de croix, crucifixion, mise au tombeau au Calvary's Garden Tomb et résurrection de Jésus). Des figurants jouaient des soldats romains, le grand prêtre, les apôtres, Joseph, Marie et Jésus.

## Critiques et controverses
En 2001, la Jewish Defense League a accusé le parc de faire du prosélytisme auprès des juifs parce que le propriétaire du parc Zion's Hope était membre d'une organisation missionnaire. Le fondateur Marvin Rosenthal a réfuté catégoriquement cette accusation.
En 2001, le comté d'Orange a refusé la demande d'exonération fiscale du parc, considérée comme attraction touristique. En 2005, la juge Cynthia MacKinnon a donné raison au parc en raison de sa mission de « diffuser ce qui est considéré comme la parole de Dieu » (spread what it considers to be God's word) qui n'est pas à but lucratif et qui lui permet donc de bénéficier d'une exonération fiscale.